# Stroomkring

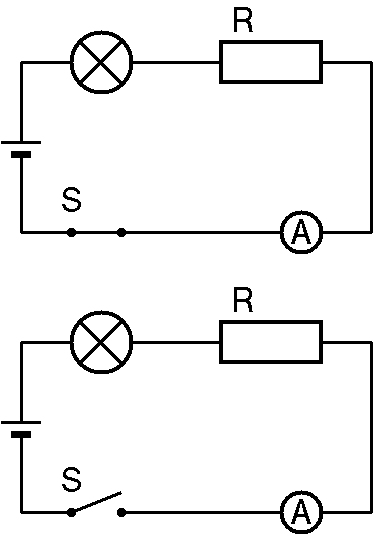
Schematische voorstelling van een stroomkring: gesloten en geopend

Een stroomkring is een gesloten elektrisch circuit. Met gesloten wordt bedoeld dat er een weg is waarlangs de elektrische stroom in staat is om vanuit één pool van de bron terug te keren naar de andere.
Voorbeeld: door een lichtschakelaar te sluiten ontstaat een stroomkring vanuit het lichtnet via de bedrading, de lichtschakelaar en de lamp. Er kan een stroom gaan lopen.